# Høkfjorden
Høkfjorden, eller Haukfjorden, (nordsamisk: Hávkavuotna) er en fjordarm af Kanstadfjorden, på sydsiden av Hinnøya, i Lødingen kommune i Nordland fylke  i Norge. Den går 5 kilometer mod nord fra indløbet mellem Ytre Erikstadneset i nord og Kattneset i syd til Høkfjordhalsen i fjordbunden.
På østsiden ligger fjeldet Sveinkruna (357 moh.) og halvøen Svensgam. På vestsiden ligger fjeldet Årnipen (719 moh.) og Langosfjellet (487 moh.). Fylkesvej 837 går langs vestkysten. der er spredt gårdsbebyggelse ved mundingen. Sneiselven har udløb ved Sneisa.